# Sorbonneverklaring
De Ministers van Onderwijs van Frankrijk, Duitsland, Italië en Groot-Brittannië tekenden op 25 mei 1998 de Sorbonneverklaring. Deze verklaring heet in feite "Joint declaration on harmonization of the architecture of the European higher education system".
De intentieverklaring van de verklaring: "The European process has very recently moved some extremely important steps ahead. Relevant as they are, they should not make one forget that Europe is not only that of the Euro, of the banks and the economy: it must be a Europe of knowledge as well. We must strengthe and build upon the intellectual, cultural, social and technical dimensions of our continent. These have to a large extent been shaped by its universities, which continue to play a pivotal role for their development."
Op basis van het Franse Attali-Rapport stelt de Sorbonneverklaring vast dat Europa een tweeledige (undergraduate/graduate) hogeronderwijsstructuur kent. Het Attali-Rapport vergeleek op vraag van de Franse minister van onderwijs het Franse hoger onderwijs met dat in de rest van Europa en moest de basis vormen voor een hogeronderwijshervorming in Frankrijk. In het Attali-Rapport staat bijvoorbeeld het ondertussen overal als Bolognamodel aangehaalde 3-5-8 model, met een Bachelor van drie jaar, een Master na vijf jaar en een Doctoraat na acht jaar hoger onderwijs. Dit model komt in de andere verklaringen niet als dusdanig voor maar is door het Attali-Rapport een eigen leven beginnen leiden.
De Sorbonneverklaring kan dan ook gezien worden als de rechtstreekse aanleiding tot de Bolognaverklaring.